# Tiberius (Vorname)
Tiberius ist ein lateinischer männlicher Vorname (praenomen). Er bedeutete nach dem durch Rom fließenden Fluss etwa „der am Tiber geborene“. Auf Inschriften wurde der Name mit Tib. oder Ti. abgekürzt.

## Bekannte Namensträger
- Tiberius (Tiberius Iulius Caesar Augustus; 42 v. Chr.–37 n. Chr.), römischer Kaiser
- Tiberius II., von 578 bis 582 römischer bzw. Oströmischer Kaiser
- Tiberius III. Apsimarus, von 698 bis 705 römischer bzw. Oströmischer Kaiser
- Tiberius Claudius Aristion, Mäzen in Ephesos
- Tiberius Claudius Atticus Herodes († um 137), römischer Senator
- Tiberius Claudius Bradua Atticus († nach 209), römischer Senator
- Tiberius Claudius Maximus (65–117), römischer Legionär
- Tiberius Gemellus (19–37/38), Enkel des Kaisers Tiberius
- Tiberius Iulius Alexander (Vater) (vor 10 v. Chr.–nach 50 n. Chr.), romanisierter Jude, römischer Zollbeamter in Alexandria
- Tiberius Iulius Alexander (Sohn) (um 10 n. Chr.–nach 70 n. Chr.), Präfekt von Judäa und Ägypten
- Tiberius Iulius Alexander Iulianus, Arvalbruder und Suffektconsul 117 n. Chr.
- Tiberius Sempronius Gracchus (162 v. Chr.–133 v. Chr.), römischer Politiker und Volkstribun
- Tiberius Sempronius Gracchus (Konsul 177 v. Chr.) († 154 v. Chr.), römischer Politiker
- Tiberius Sempronius Gracchus (Augur) († 174 v. Chr.), römischer Augur
- Tiberius Sempronius Gracchus (Konsul 215 v. Chr.) († 212 v. Chr.), römischer Politiker
- Tiberius Sempronius Gracchus (Konsul 238 v. Chr.), römischer Politiker und Heerführer

- Marcus Titius Tiberius Barbius Titianus, römischer Centurio

- Tiberius Fundel (1897–1982), deutscher Politiker der CDU
- Tiberius von Obermarchtal († 303), christlicher Märtyrer und Heiliger
- Tiberius Hemsterhuis (1685–1766), niederländischer Philologe

### Fiktive Figuren
- James Tiberius Kirk, Captain des Raumschiffs Enterprise